# Saša Kalajdžić
Saša Kalajdžić (ur. 7 lipca 1997 w Wiedniu) – austriacki piłkarz pochodzenia serbskiego, grający na pozycji napastnika w angielskim klubie Wolverhampton Wanderers oraz w reprezentacji Austrii. Uczestnik Mistrzostw Europy 2020.

## Kariera klubowa
Treningi piłkarskie rozpoczął w 2004 roku w SV Donau Wien, z którego w 2006 roku trafił do SR Donaufeld. W latach 2010–2014 był zawodnikiem First Vienna FC 1894, a następnie wrócił do SR Donaufeld. W 2016 roku przeszedł do Admiry Wacker Mödling i grał w rezerwach tego klubu do czerwca 2017, kiedy został włączony do pierwszej drużyny, podpisując dwuipółletni kontrakt. W lipcu 2019 podpisał czteroletni kontrakt z VfB Stuttgart.

## Kariera reprezentacyjna
Młodzieżowy reprezentant Austrii w kadrze U-21. W seniorskiej reprezentacji zadebiutował 14 października 2020 w wygranym 1:0 meczu z Rumunią. Pierwsze dwa gole w kadrze strzelił 25 marca 2021 w zremisowanym 2:2 spotkaniu ze Szkocją.

## Życie osobiste
Jego rodzice są bośniackimi Serbami. Jego młodszy brat Daniel również jest piłkarzem.